# Dorcadion korbi
Dorcadion korbi là một loài bọ cánh cứng trong họ Cerambycidae.